# Ле-Понте (Воклюз)
Ле-Понте́ (фр. Le Pontet) — коммуна во французском департаменте Воклюз региона Прованс — Альпы — Лазурный Берег. Относится к кантону Авиньон-Нор.

## Географическое положение

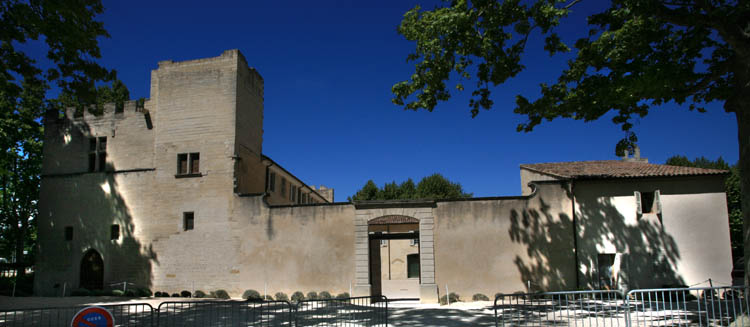
Замок де Фарг.

Ле-Понте расположен в 4 км к северо-востоку от Авиньона. Соседние коммуны: Кассань на востоке, Ле-Баратт на юго-востоке, Авиньон на юго-западе.

### Гидрография
Западная окраина коммуны стоит на Роне. Кроме этого, через Ле-Понте протекает один из рукавов Сорга.

## Демография
Население коммуны на 2010 год составляло 16 731 человек.
| 1962 | 1968 | 1975   | 1982   | 1990   | 1999   | 2010   |
| ---- | ---- | ------ | ------ | ------ | ------ | ------ |
| 5080 | 8178 | 10 465 | 12 920 | 15 688 | 15 582 | 16 731 |

## Достопримечательности
- Замок де Фарг, XIV—XIV века.
- Ипподром в Роберти.